# Kadzielin
Kadzielin [pronunciación en polaco: /kaˈd͡ʑɛlin/] es un pueblo en el distrito administrativo de Gmina Głowno, dentro del condado de Zgierz, voivodato de Łódź, en el centro de Polonia.  Se encuentra aproximadamente 4 kilómetros al noreste de Głowno, 28 kilómetros al noreste de Zgierz, y 30 kilómetros al noreste de la capital regional, Łódź.